# ليفوم غاردنر
ليفوم غاردنر (المسمى أيضًا الليفوم المرتبط بغاردنر) هو ورم ليفي حميد (ورم يحتوي على خلايا ليفية، وهو نوع الخلايا الأكثر شيوعًا في النسيج الضام). تنشأ أورام ليفوم غاردنر عادة في الأدمة (أي طبقة الجلد الواقعة تحت البشرة) وفي الأنسجة تحت الجلد الموجودة أسفل الأدمة مباشرة. تظهر هذه الأورام عادة في الظهر والبطن والمواقع السطحية الأخرى، ولكنها شُخصت في حالات نادرة في مواقع داخلية كالتجويف خلف الصفاق وحول الأوعية الدموية الكبيرة في التجويف الصدري العلوي. صنفت منظمة الصحة العالمية في ليفوم غاردنر في 2020 على أنه ورم حميد من فئة أورام الأرومات الليفية وأورام الأرومات الليفية العضلية.
تكون أورام ليفوم غاردنر في معظم الحالات تجليات لمرض وراثي يدعى داء السلائل الورمي الغدي العائلي، أو مماثلته، متلازمة غاردنر. (من الآن، ستشمل الإشارات إلى داء السلائل الورمي الغدي العائلي متلازمة غاردنر). تتطور بعض حالات أورام ليفوم غاردنر، ومنها تلك التي لا ترتبط بداء السلائل الورمي الغدي العائلي، لتصبح ورمًا رباطيًا، أو تنكس وتصبح كذلك بعد إزالتها جراحيًا. ترتبط أقلية من الأورام الرباطية أيضًا بداء السلائل الورمي الغدي العائلي، وخاصة تلك التي تتطور في التجويف البطني. يطلق على حالات ليفوم غاردنر والأورام الرباطية التي تفتقر إلى أي دليل على ارتباطها بداء السلائل الورمي الغدي العائلي في وقت التشخيص ليفومات غاردنر المتفرقة والأورام الرباطية المتفرقة. ومع ذلك، تترافق بعض حالات ليفوم غاردنر والورم الرباطي المتفرقة بعلامات لاحقة لداء السلائل الورمي الغدي العائلي خلال الأشهر أو السنوات التالية، وتُشخص حينها وفقًا لذلك. في هذه الحالات، تعتبر أورام ليفوم غاردنر والأورام الرباطية الأولية أولى علامات داء السلائل الورمي الغدي العائلي وتسمى أورام ليفوم غاردنر الخافرة والأورام الرباطية الخافرة.
لا توجد دراسات كبيرة تحدد بوضوح أفضل علاجات أورام ليفوم غاردنر. تشمل استراتيجيات العلاج الشائعة لهذه الأورام: الإزالة الجراحية وتقييم الأفراد الذين يحملون هذه الأورام وكذلك أفراد أسرهم للحصول على أدلة على وجود داء السلائل الورمي الغدي العائلي، وإجراء الاستشارة الوراثية ودراسات المتابعة طويلة الأمد للكشف عن أدلة على وجود داء السلائل الورمي الغدي العائلي، ونكس الأورام المستأصلة.

## المظهر السريري
تظهر أورام ليفوم غاردنر عادة على شكل لويحات مفردة، ولكنها تكون متعددة في بعض الحالات (كتل تشبه الحطاطات يبلغ قطرها الأطول 10 مم أو أكثر) وتقع على جلد الظهر، وبشكل أقل شيوعًا على جلد الرأس أو الرقبة أو الأطراف أو البطن. تراوحت أبعاد هذه الأورام في إحدى الدراسات من 0.3 إلى 12 سم (المتوسط: 3.9 سم). تكون لويحات ليفوم غاردنر على الجلد على هيئة كتل بيضاء مطاطية غير مؤلمة تحدث بشكل رئيسي عند الأطفال خلال العقد الأول من العمر، ولكنها شُخصت أيضًا لدى البالغين الذين تصل أعمارهم حتى 59 عامًا. ظهرت حالات نادرة من ليفوم غاردنر بشكل كتل كبيرة في: المَنْصِف، أي الحجرة المركزية للتجويف الصدري (سبّبَ ليفوم غاردنر المنصفي متلازمة الوريد الأجوف العلوي المهددة الحياة)؛ والتجويف خلف البلعومي، أي التجويف الواقع خلف البلعوم وأعلى المريء (سبّبَ ورم ليفوم غاردنر خلف بلعومي انسدادًا في مجرى الهواء)؛ والتجويف خلف الصفاق؛ والمسراق. 
يكون معظم الأفراد المصابين بأورام ليفوم غاردنر مصابين أصلًا بداء السلائل الورمي الغدي العائلي، أو يصابون به لاحقًا بسبب طفرات في جين إيه بّي سي. يشفر هذا الجين (أي يوجه إنتاج) بروتين السلائل القولونية الورمية الغدية (بروتين إيه بّي سي) ولكن عندما يتحور في داء السلائل الورمي الغدي العائلي فإنه يشفر منتجًا غير نشط أو ضعيف. يساعد بروتين إيه بّي سي بشكل غير مباشر على تحلل بيتا-كاتينين، وهو بروتين يؤدي إلى الإصابة بأنواع مختلفة من السرطانات عند الإفراط في التعبير عنه. يسمح بروتين إيه بي سي غير النشط جزئيًا أو كليًا في داء السلائل الورمي الغدي العائلي بالتراكم المفرط لبيتا-كاتينين داخل الخلايا وبالتالي يعزز تطور الأورام والسرطانات وغيرها من مظاهر هذا المرض.